# Přerov nad Labem (zámek)
Zámek Přerov nad Labem je dvoupatrová renezanční stavba, která se nalézá ve středočeském Přerově nad Labem. Ze zámku čtvercového tvaru o hraně 45 metrů se do dnešních dní zachovala pouze jihovýchodní křídlo. Severní část byla v roce 1639 vypálena vojáky švédského generála Johana Banéra. Nejvýznamnějším majitelem přerovského zámku byl toskánský Habsburk Ludvík Salvátor, který v jeho sousedství založil nejstarší etnografické muzeum v českých zemích – skanzen Polabského národopisného muzea. Zámek je chráněnou kulturní památkou.
Zámek je dlouhodobě nepřístupný veřejnosti. Poprvé po sedmdesáti letech byl zpřístupněn v září 2009 v rámci Dnů evropského dědictví. Během dvou dnů jej navštívilo přes dva tisíce turistů.

## Historie zámku

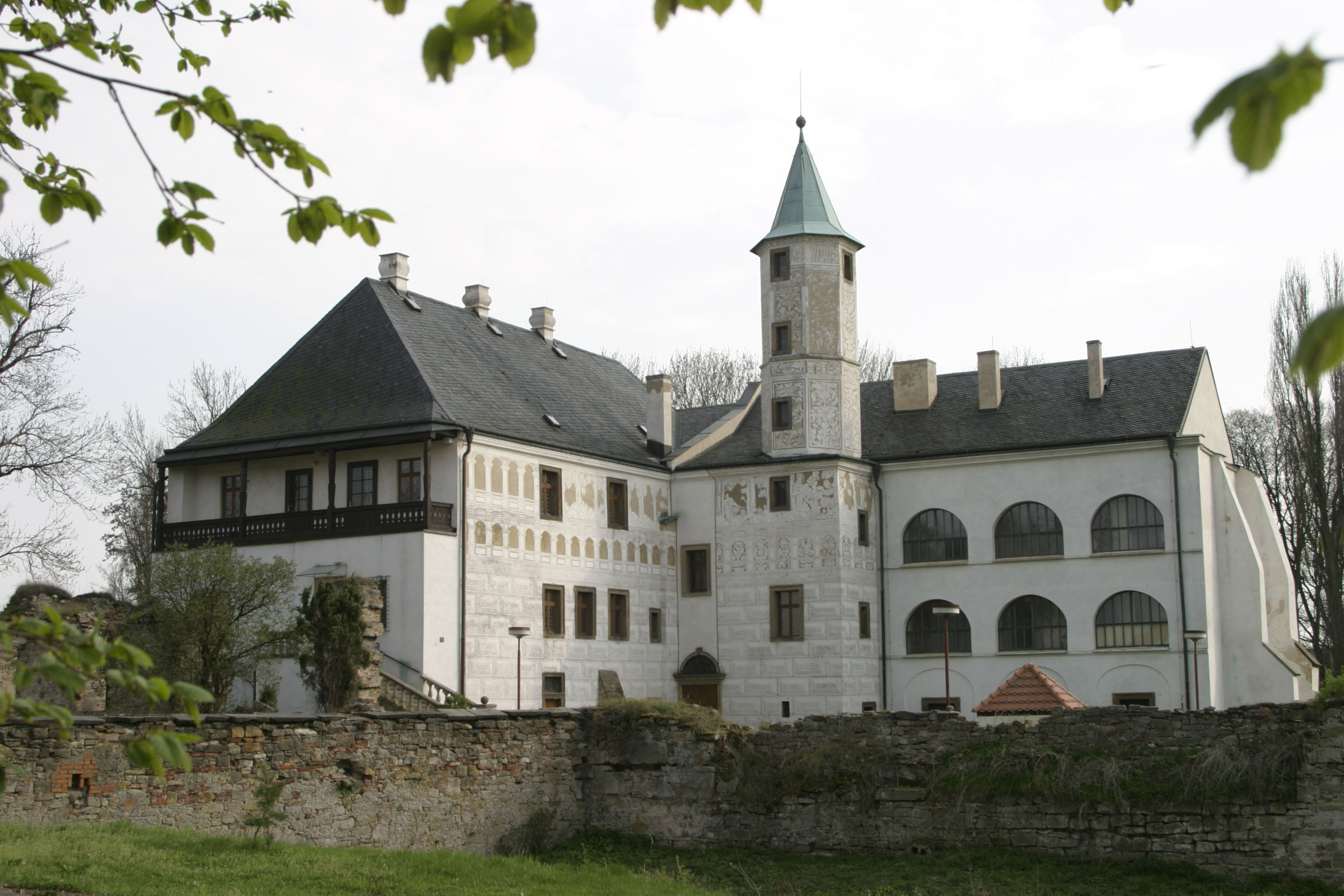
Zámek skanzenu

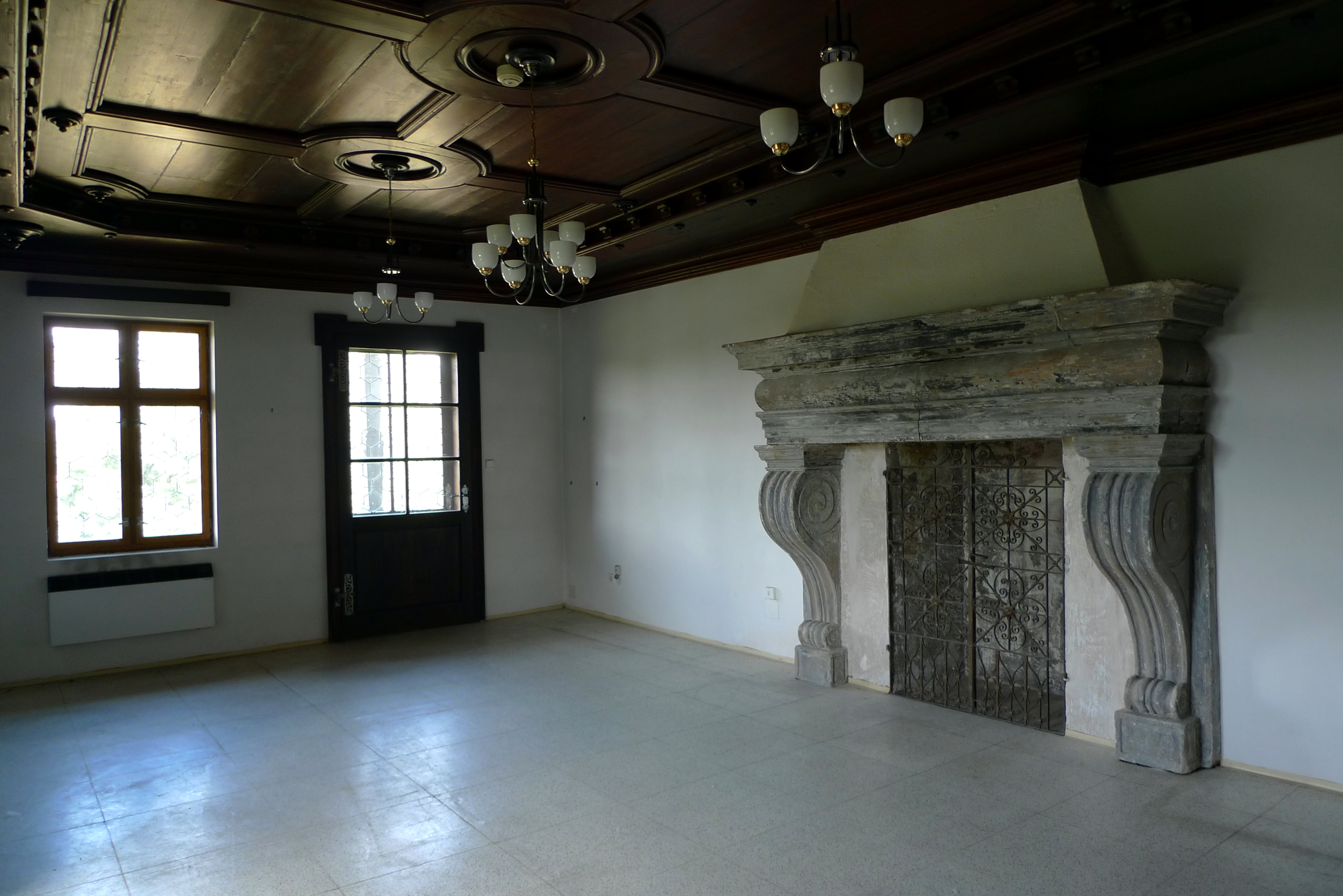
Místnost v prvním patře zámku

Tvrz na místě zámku byla založena břevnovským klášterem v polovině 13. století. Okolo roku 1380 pak zahájil velkoryse pojatou přestavbu, kterou se mu nepodařilo dokončit. Noví nájemci Michal Drštka ze Sedlčánek (1400) a Petr z Trkova (1419) dostali za úkol stavbu zachovat a opravovat.
Mezi majitele a nájemce zámku patřili v průběhu staletí mj. císař Zikmund, nejvyšší hofmistr Jindřich ze Stráže, nejvyšší soudce českého království Jiří Strážský ze Stráže a Přerova, nejvyšší český kancléř Jan ze Šelmberka a nejvyšší komorník Království českého Jindřich ze Šelmberka. Posledně jmenovaný zámek opravil a v roce 1524 jej prodal spojeným pražským obcím. Těm byl v roce 1547 po konfiskaci obecního majetku po stavovském povstání zabaven a král Ferdinand I. Habsburský jej začlenil mezi královské statky.
Zásadní rekonstrukce a přestavba na renesanční zámek proběhla v druhé polovině 16. století, kdy na Přerově sídlil člen staré českobudějovické rodiny Jan starší Robmháp ze Suché. Stavbu postupně prováděli Bonifác Wolmut (1560), Matteo Borgorelli (1563) a Ettore de Vaccani (1574–1605). V tomto období byly vyzdobeny zdi východního křídla sgrafity, o čemž svědčí letopočet 1567 na severním nároží západní stěny východního traktu. Dostavbu zámku vedl a po roce 1606 dovršil císařský stavitel Rudolfa II. Giovanni Maria Filippi. Pozornost správce se po té zaměřila na výstavbu a rekonstrukce hospodářských budov – pivovaru, starého a nového mlýna s pilou, dvora, vinice a chmelnice na Přerovské hůře a rybníků.
V roce 1632 král Ferdinand II. připojil Přerov k brandýskému císařskému panství. Severozápadní křídlo zámku vypálili a pobořili v roce 1639 švédští vojáci generála Johana Banéra. Po třicetileté válce zámek několik desítek let chátral. Zachované zbytky budovy v roce 1671 rekonstruoval stavitel Santino de Bossi, který jej přestavěl na lovecký zámeček. Lovů v okolních císařských lesích se opakovaně zúčastnil Leopold I. a Karel VI. Návštěva prvního z nich, ke které došlo 20. června 1680, byla po několik století připomínána i na obecní pečeti.
Roku 1860 Přerov koupil toskánský velkovévoda Leopold II., po jeho smrti zámek zdědil jeho syn Ludvík Salvátor Toskánský, který byl známým spisovatelem, cestovatelem a milovníkem přírody. Jeho nákladem byl opuštěný přerovský zámek v letech 1872–1873 obnoven do původní podoby ze 16. století. V sousedství zámku Ludvík koupil Staročeskou chalupu, ve které vytvořil první etnografické muzeum v českých zemích, dnešní skanzen polabské architektury.

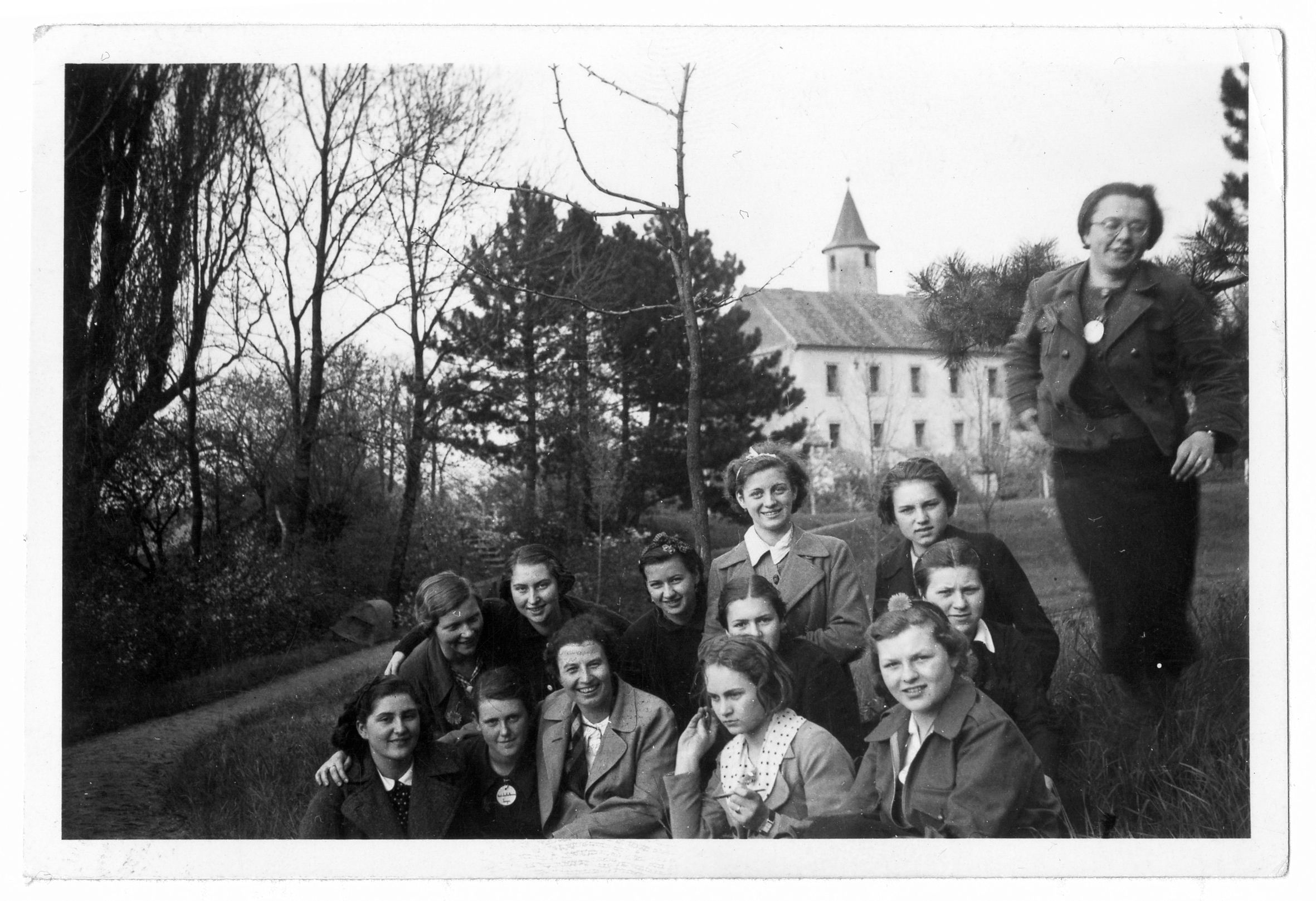
Členky organizace YWCA na letním táboře v roce 1930

Po smrti Ludvíka Salvátora zámek koupil František Josef I., po něm jej zdědil v roce 1916 poslední rakouský císař Karel I. Po roce 1918 byla budova konfiskována československým státem, který jí v průběhu dvacátých a třicátých let 20. století pronajímal mládežnické organizaci YWCA. Během druhé světové války zámek koupil Emanuel Faifar (narozen 1879), který zde zamýšlel vybudovat stejné vodoléčebné sanatorium, jaké provozoval ve své pražské vile v ulici Jana Masaryka 252/6. Jako český Němec šel do odsunu a v roce 1945 připadla budova Fondu národní obnovy. V šedesátých letech 20. století zámek získal a zrekonstruoval Československý rozhlas, který jej poté využíval jako archiv hudebních nahrávek. Tomuto účelu budova sloužila až do roku 2006, kdy byl archiv odstěhován do Prahy.

## 21. století
Úřad Středočeského kraje a jeho příspěvková organizace Polabské muzeum od roku 2008 jednali s Českým rozhlasem o odkupu zámku a o jeho využití pro účely muzea a zpřístupnění expozice V zámku a v podzámčí. Přestože kraj deklaroval svou ochotu zámek odkoupit, management rozhlasu, po nepovedeném pokusu o prodej přes realitní agenturu, na podzim 2011 přistoupil k jednání s Martinem Švehlou. Generální ředitel rozhlasu Peter Duhan ale privatizaci zámku zastavil a rozhodl o obnovení jednání se Středočeským krajem. Pak osud zámku zkomplikovaly soudní spory – o zámek se totiž přihlásila Církev československá husitská. Soudní spor skončil až v červnu 2013, kdy církev žalobu stáhla. Český rozhlas obnovil snahy o prodej zámku a s nabídkovou cenou přes 19 milionů korun oslovil na podzim 2013 kraj. Jednání ale neproběhlo, protože církev opět požádala o vydání zámku v rámci církevních restitucí.[chybí lepší zdroj]
Dne 24. února 2015 vyhlásil Český rozhlas veřejné výběrové řízení na prodej zámku. Kritériem pro účastníky řízení je nejvyšší nabídnutá kupní cena, její minimum bylo stanoveno na 21 800 000 korun. V březnu 2024 byl majitelem zámku Český rozhlas.

## Popis
Přerovský zámek je dvoupatrovou renezanční stavbou o půdorysu pravidelného čtyřúhelníku o stranách 45 × 45 metrů. Do současnosti se zachovalo jihovýchodní křídlo. Nad schodištěm je nevysoká osmiboká věž se stanovou střechou. Zámek je obklopen vodním příkopem, přes který vede klenutý kamenný most. V přízemí je kaple nejsvětějšího Spasitele a v prvním patře rytířský sál s velkým krbem. Uvnitř budovy zámku jsou zachovány gotické a renezanční ostění a krby.

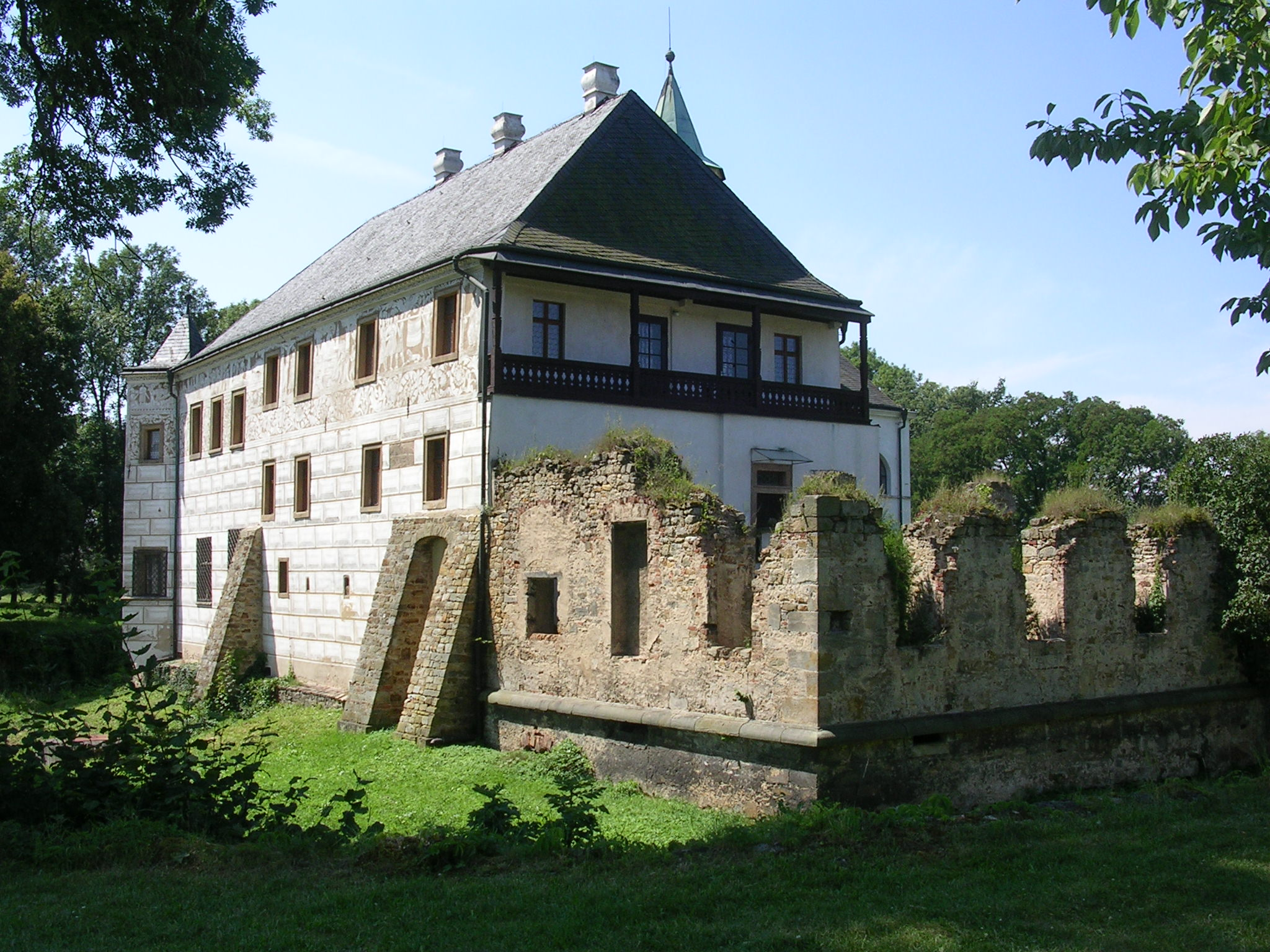
Severní křídlo pobořené švédským vojskem
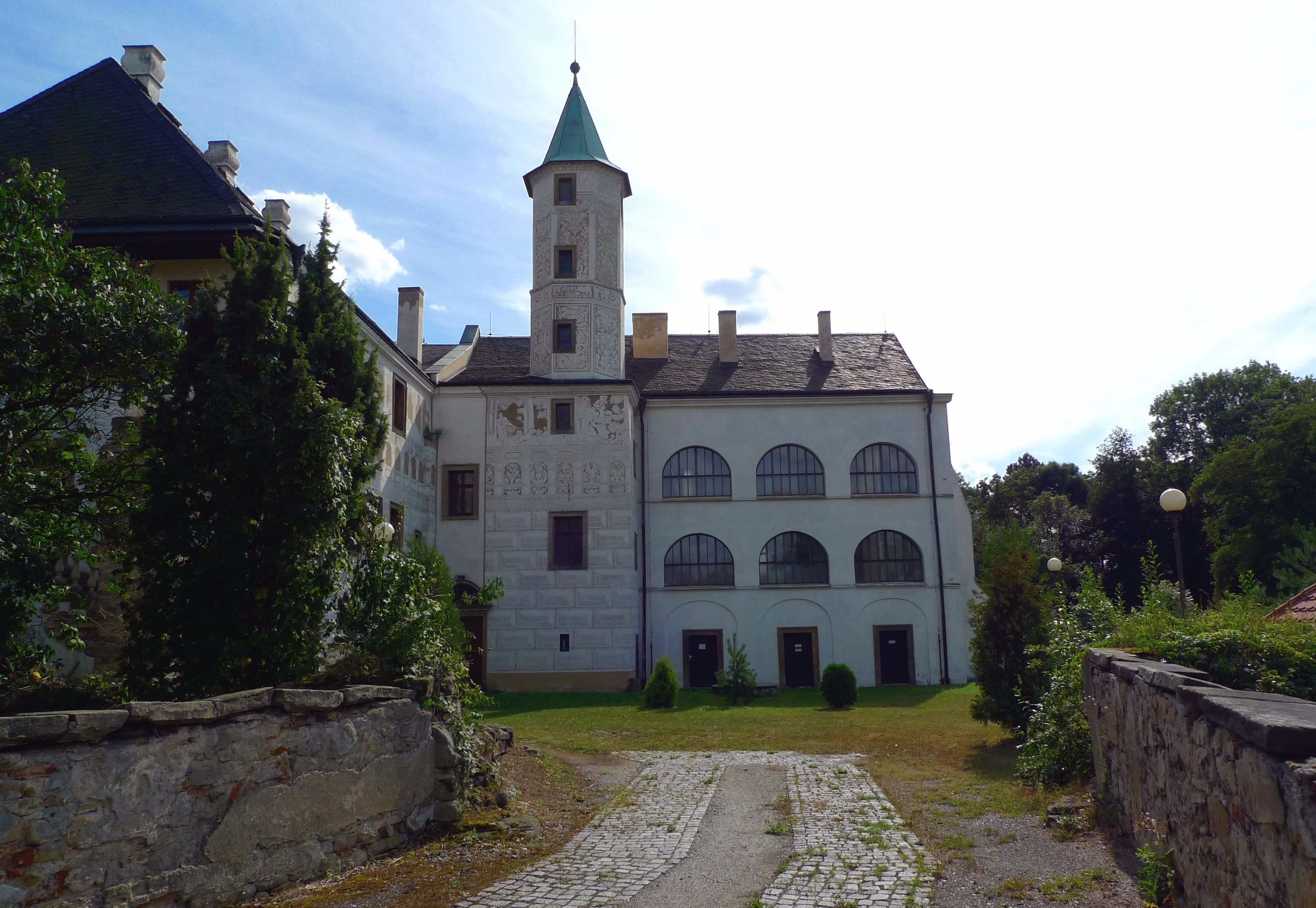
Přístup přes kamenný most
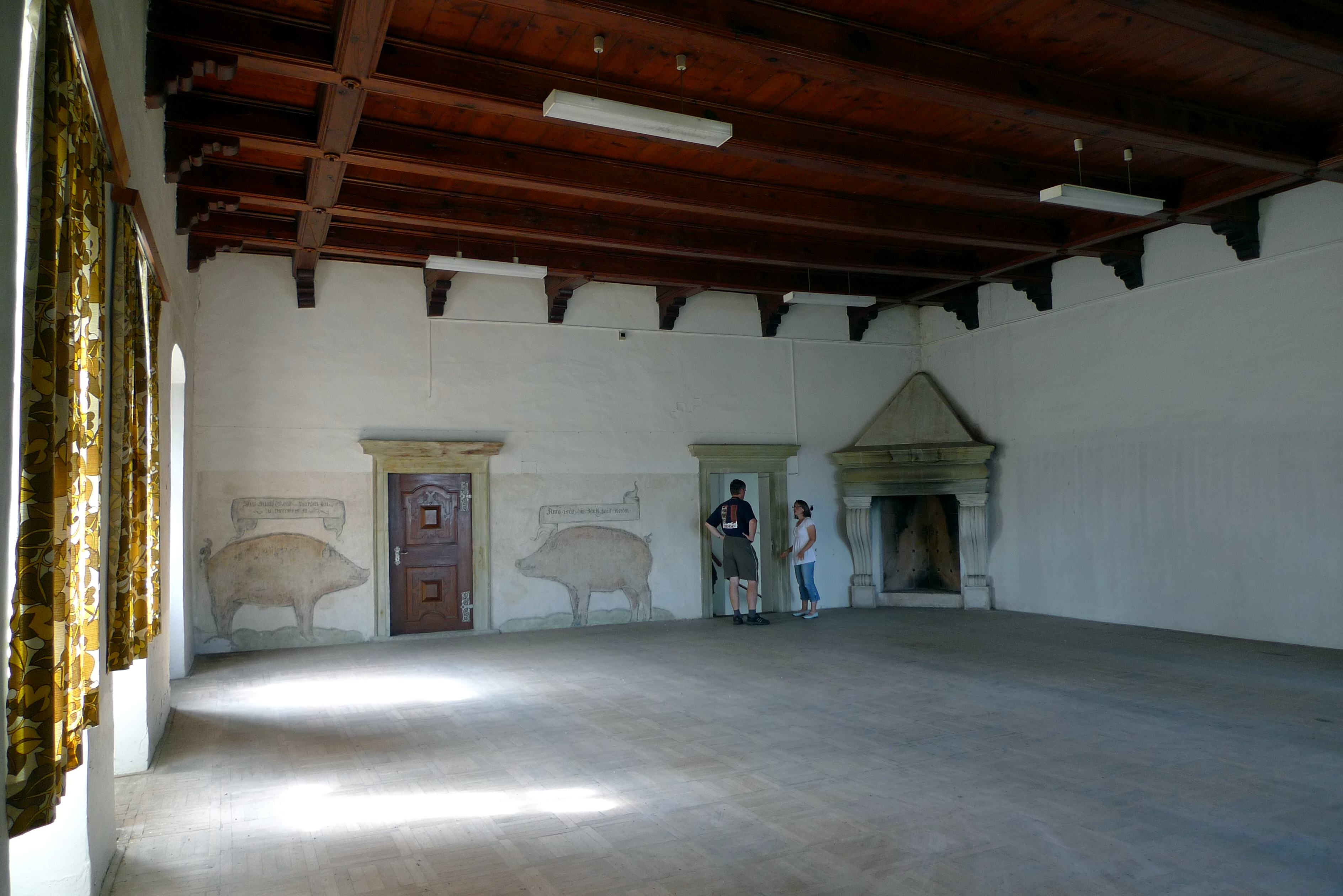
Rytířský sál
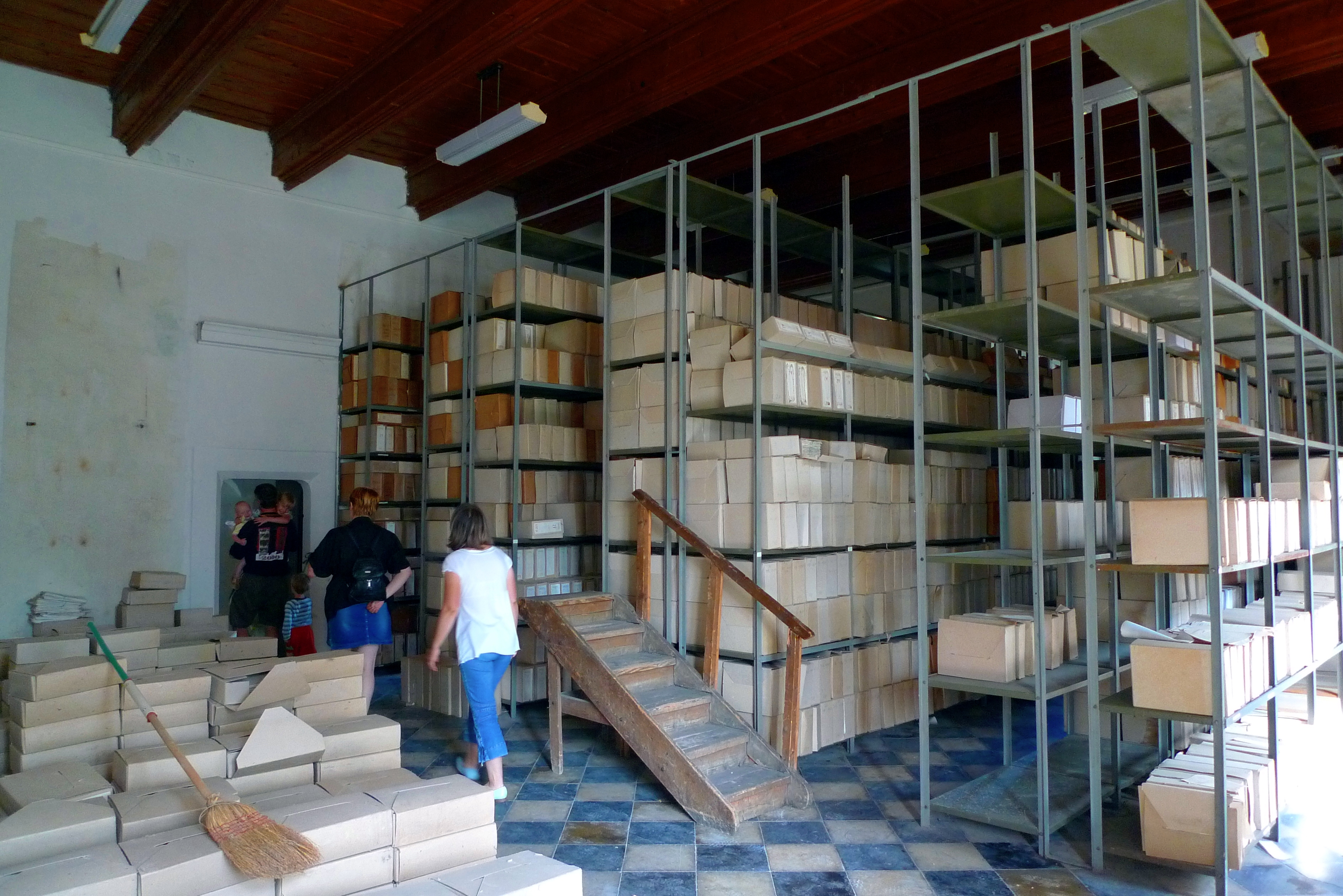
Kaple nejsvětějšího Spasitele